# Ngẫu lực

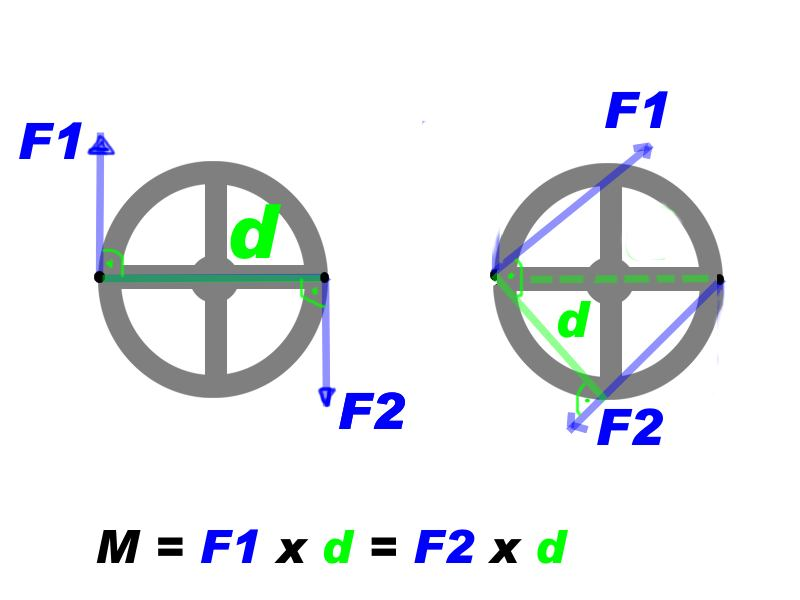
Ngẫu lực

Hệ hai lực song song, ngược chiều, có độ lớn bằng nhau và cùng tác dụng vào một vật gọi là ngẫu lực.

## Tác dụng của ngẫu lực đối với một vật rắn

### Trường hợp vật không có trục quay cố định
- Dưới tác dụng của ngẫu lực vật sẽ quay quanh trục đi qua trọng tâm và vuông góc với mặt phẳng chứa ngẫu lực.
- Do xu hướng chuyển động li tâm của các phần của vật ở ngược phía đối với trọng tâm triệt tiêu nhau nên trọng tâm đứng yên. Vì vậy trục quay đi qua trọng tâm của vật không chịu lực tác dụng của vật.

### Trường hợp vật có trục quay cố định.
- Dưới tác dụng của ngẫu lực vật sẽ quay quanh trục cố định đó. Nếu trục quay không đi qua trọng tâm thì trọng tâm sẽ chuyển động tròn xung quanh trục quay. Khi ấy vật có xu hướng chuyển động li tâm nên tác dụng lực vào trục quay. Vận tốc quay càng lớn, lực li tâm tác dụng lên trục càng lớn và có thể dẫn đến nứt gãy. Vì vậy để giảm lực nén lên các bộ phận cơ khí, khi chế tạo các bộ phận quay của máy móc phải được làm cho trục quay đi qua trọng tâm của nó.

### Mômen của ngẫu lực
- Đối với các trục quay vuông góc với mặt phẳng chứa ngẫu lực thì mômen của ngẫu lực không phụ thuộc vào vị trí trục quay và luôn luôn có giá trị:

{\displaystyle M={F_{1}}{d_{1}}+{F_{2}}{d_{2}}=F({d_{1}}+{d_{2}})=F.d}
Trong đó F là độ lớn của mỗi lực, còn d khoảng cách giữa hai giá của ngẫu lực và được gọi là cánh tay đòn của ngẫu lực.
- Mômen của ngẫu lực không phụ thuộc vào vị trí của trục quay vuông góc với mặt phẳng chứa ngẫu lực